# على ضفاف النيل (فلم)
على ضفاف النيل فيلم ياباني من إنتاج عام 1963، بطولة شادية، وكمال الشناوي وصلاح نظمي ومحمود المليجي وحسن يوسف والطفل وجدي العربي، إخراج كوناكاهيرا.

## القصة
كونترو الابن الاصغر لرجل صناعة كبير عينه تبعا لمغامراته العاطفية مسنشارا في المؤسسة وحاول ابعاده لبعض الوقت عن اليابان بان جعله يقوم بدورة حول العالم .
يرحل إلى باريس لكنه يقرر ان يتوقف في بيروت حيث يتعرف على الحسناء يوريكو التي تبحث عن أبيها الطبيب المشهور الذي كان يعمل في الشرق الأوسط أثناء الحرب ولا تعرف اخباره .
في مطار بيروت تتغير حقيبة الشاب مع أخرى تشبهها ، تقبض عليه الشرطة لان الحقيبة تنتمي لعصابة دولية ويتعاملون مع كونترو كعضو نشط في العصابة .تتبعه حتى القاهرة الذي يحاول استعادة حقيبته التي بها اوراق مالية هامة .
في القاهرة يتعرف على ليلى (شادية ) المطربة في إحدى علب الليل واخوها فؤاد وهما عضوان حركة وطنية .
ويعرف من ليلى ان الحقيبة التي معه كان بها طلسم لموعد الثورة في دولة تسمى "ارايان" ، يجد نفسه في مغامرة للبحث عن الطلسم ولمساعدة المغنية .
يعرف الشاب الياباني ان اباه قد مات من فترة .
يتمكن من إعادة الطلسم ويعرف ان موعد المقابلة هو في مقبرة الملكة حتشبسوت وهو المكان الذي تم قربه دفن جثمان الأب .
تتدخل الشرطة في الأمر ويتم القبض على العصابة ويستكمل الشاب رحلته إلى أوروبا

## وصلات خارجية
- مقالات تستعمل روابط فنية بلا صلة مع ويكي بيانات